# Lourenço José de Morais Navarro
Lourenço José de Morais Navarro (1786 — 1830) foi um político brasileiro.
Foi presidente da província do Rio Grande do Norte, de 8 de setembro de 1824 a 20 de janeiro de 1825.